# Miranda (Buenos Aires)
Miranda es una localidad del partido de Rauch, al sudeste de la provincia de Buenos Aires, Argentina.

## Toponimia
Miranda recibe su nombre en honor al general venezolano Francisco de Miranda, considerado como el precursor de la emancipación americana contra el Imperio español.

## Ubicación
Miranda se encuentra a 33 km de Rauch y se ubica sobre las vías del Ferrocarril General Roca en el ramal entre Las Flores y Tandil contando con su estación homónima.

## Población
Cuenta con 124 habitantes (Indec, 2010), lo que representa un incremento del 55 % frente a los 80 habitantes (Indec, 2001) del censo anterior.
| Gráfica de evolución demográfica de Miranda entre 1991 y 2010 |
|                                                               |
| Fuente: Censos nacionales del INDEC                           |